# ندية مدغشقرية
ندية مدغشقرية (الاسم العلمي:Drosera madagascariensis) هي نوع من النباتات تتبع جنس الندية من الفصيلة الندوية.